# Phonogrammarchiv
Phonogrammarchiv (właśc. niem. das Phonogrammarchiv der Österreichischen Akademie der Wissenschaften) – archiwum fonograficzne, instytut Austriackiej Akademii Nauk z siedzibą w Wiedniu. Założone w 1899 roku, jest najstarszym archiwum tego typu na świecie. Zbiory obejmują około 71 000 pojedynczych obrazów, o łącznej długości około 12 500 godzin, z czego około 1400 godzin obrazów wideo. 
W 1999 roku zbiory historyczne archiwum z lat 1899–1950 – między innymi zbiory etnologiczne Rudolfa Pöcha, Adolfa Dirra, Rudolfa Trebitscha i Abrahama Idelsohna, portety wokalne – nagrania głosów znanych osobistości (m.in. cesarza Franciszka Józefa I, Arthura Schnitzlera czy Josefa Weinhebera) – zostały wpisane na międzynarodową listę UNESCO Pamięć Świata.

## Historia
Archiwum zostało założone w 1899 roku w Wiedniu przez członków Austriackiej Akademii Nauk jako archiwum dźwięku na potrzeby nauki. Jego pierwszym dyrektorem został Sigmund Exner. Archiwum zajmowało się działalnością naukową, prowadząc badania nad zastosowaniem nowych technologii do systematycznej archiwizacji dźwięku. Tutaj zbudowano fonograf, łączący technikę zapisu dźwięku Edisona przy pomocy igły z techniką płyt gramofonowych. Fonogramy miały postać płyt, a nie walców jak dotychczas, co ułatwiło produkcję miedzianych matryc, które zapewniły lepsza trwałość nośników. W 1901 roku fonograf wiedeński został przetestowany podczas badań prowadzonych w Chorwacji, Brazylii i na wyspie Lesbos. Pierwszy fonograf wiedeński ważył 45 kg i archiwum pracowało nad zbudowaniem fonografu przenośnego – w 1927 roku powstało urządzenie ważące 9,5 kg, które było używane podczas ekspedycji naukowych do 1931 roku. W 1927 do zapisu dźwięku archiwum zaczęło również używać gramofonu. W 1950 roku wprowadzono taśmy magnetyczne. W 1985 roku powstały pierwsze nagrania cyfrowe, a od 1991 archiwum stosuje również technikę wideo. 
W 2007 roku Phonogrammarchiv otrzymało nagrodę Jikji dla instytucji i osób prywatnych, które najlepiej realizują cele projektu UNESCO Pamięć Świata.

## Zbiory
Zbiory obejmują około 71 000 pojedynczych obrazów, o łącznej długości około 12 500 godzin, z czego około 1400 godzin obrazów wideo. W archiwum znajdują się m.in.: 
- portrety wokalne – nagrania głosów znanych osobistości, m.in. najstarsze nagrania to zapisy głosów cesarza Franciszka Józefa I, Arthura Schnitzlera, Josefa Weinhebera, Florence Nightingale, Guglielmo Marconiego (ok. 1902), Lwa Tołstoja, Ferdinanda von Zeppelina (1908), Theodore'a Roosevelta (1908 ?)[6]
- nagrania przemówień znanych osobistości ze świata polityki, nauki i sztuki[6]
- zbiory etnologiczne, m.in. zbiory Rudolfa Pöcha z Nowej Gwinei (1904–1906) i Kalahari (1908); Adolfa Dirra języków kaukaskich (1909) i „pieśni rosyjskich jeńców wojennych z okresu I wojny światowej” – pieśni narodów Związku Radzieckiego; Rudolfa Trebitscha z Grenlandii (1906), nagrania celtyckich mniejszości Europy (1907–1909) i Basków (1913); oraz czytanie Biblii przez członków diaspory żydowskiej Abrahama Idelsohna[2] (1911–1913)
- zbiory odgłosów natury[6]

W 1999 roku zbiory historyczne archiwum z lat 1899–1950 zostały wpisane na międzynarodową listę UNESCO Pamięć Świata.